# ريكادو روجو
ريكادو روجو ( بالإنجليزي : Recado rojo ) أو معجون أشيوت هو مزيج شعبي من التوابل.
يرتبط حالياً بقوة بالمأكولات المكسيكية والبليزية، خاصةً في يوكاتان و أواكساكا. يتضمن عادةً خليط التوابل على أناتو، مردقوش، كمون، قرنفل، قرفة، فلفل أسود، بهارات، ثوم، وملح. تصبغ بذور الأناتو المزيج باللون الأحمر، وتضفي لونًا أحمر برتقاليًا مميزًا على الطعام.
يُذاب المعجون إما في عصير الليمون أو الماء أو الزيت أو الخل، ويُستخدم كمخلل للحوم، أو يُفرك مباشرة عليه. ثم يُشوى اللحم أو يُخبز أو يُبربك أو يُحمر. في بعض الأحيان، يُضاف إلى عجينة الذرة لإضفاء نكهة ولون مميزين في الإمباناداس والتامالز الأحمر. يمكن أيضًا أن يكون طبق عند صنع سندويشات التاكو آلباستور أو كوريزو.